# Vicent Vilar i David
Vicent Vilar David (Manises, 28 de juny de 1889 - 14 de febrer de 1937) fou un laic mort per les seves creences al començament de la Guerra civil espanyola. Considerat màrtir, és venerat com a beat per l'Església catòlica.

## Biografia
Nasqué a Manises, el menor dels vuit fills de Just Vilar Arenes i Carmen David Gimeno. Va estudiar al poble, cursà el batxillerat al col·legi dels escolapis a València i estudià enginyeria industrial a l'ETSEIB de Barcelona. Es casà amb Isabel Rodes Reig el 30 de novembre de 1922.
En morir son pare, prengué la direcció de l'empresa familiar de ceràmica, Hijos de Justo Vilar. En esclatar la Guerra Civil espanyola, l'agost de 1936, fou destituït del seu càrrec de secretari i professor de l'escola de ceràmica, degut a la seva condició de catòlic. Fou detingut i en l'interrogatori del 14 de febrer de 1937 va reafirmar la seva fe catòlica, per la qual cosa fou condemnat i mort.
Fou beatificat en 1995 per Joan Pau II. Les restes mortals se'n veneren en l'església de Sant Joan Baptista de Manises.